# Järvoken
Järvoken är en sjö i Storumans kommun i Lappland och ingår i Vapstälvens huvudavrinningsområde. Sjön har en area på 1,4 kvadratkilometer och ligger 620,2 meter över havet.

## Delavrinningsområde
Järvoken ingår i det delavrinningsområde (726273-145959) som SMHI kallar för Utloppet av Järvoken. Medelhöjden är 743 meter över havet och ytan är 24,95 kvadratkilometer. Det finns inga avrinningsområden uppströms utan avrinningsområdet är högsta punkten. Bruokejukke som avvattnar avrinningsområdet har biflödesordning 2, vilket innebär att vattnet flödar genom totalt 2 vattendrag innan det når havet efter 52 kilometer. Avrinningsområdet består mestadels av skog (64 procent) och kalfjäll (29 procent). Avrinningsområdet har 1,52 kvadratkilometer vattenytor vilket ger det en sjöprocent på 6,1 procent.